# Kanton Saint-Gervais-les-Trois-Clochers
Der Kanton Saint-Gervais-les-Trois-Clochers war bis 2015 ein französischer Kanton im Arrondissement Châtellerault im Département Vienne und in der Region Poitou-Charentes; sein Hauptort war Saint-Gervais-les-Trois-Clochers. Sein Vertreter im Conseil General war von 1985 bis 2011 Jacques Boulas (DVD). Ihm folgte Alain Pichon (ebenfalls DVD) nach. 

## Geografie
Der Kanton lag im Norden des Départements Vienne. Im Westen grenzte er an den Kanton Monts-sur-Guesnes, im Norden an das Département Indre-et-Loire, im Osten an den Kanton Dangé-Saint-Romain und im Süden an die Kantone Châtellerault-Nord und Lencloître. Er lag im Mittel 119 Meter über dem Meeresspiegel, zwischen 37 m in Antran und 163 m in Saint-Gervais-les-Trois-Clochers. 

## Gemeinden
Der Kanton bestand aus neun Gemeinden:
| Gemeinde                         | Einwohner Jahr | Fläche km² | Bevölkerungsdichte | Postleitzahl | Code INSEE |
| -------------------------------- | -------------- | ---------- | ------------------ | ------------ | ---------- |
| Antran                           | 1184 (2013)    | –          | – Einw./km²        | 86100        | 86007      |
| Leigné-sur-Usseau                | 494 (2013)     | –          | – Einw./km²        | 86230        | 86127      |
| Mondion                          | 106 (2013)     | –          | – Einw./km²        | 86230        | 86162      |
| Saint-Christophe                 | 327 (2013)     | –          | – Einw./km²        | 86230        | 86217      |
| Saint-Gervais-les-Trois-Clochers | 1322 (2013)    | –          | – Einw./km²        | 86230        | 86224      |
| Sérigny                          | 319 (2013)     | –          | – Einw./km²        | 86230        | 86260      |
| Usseau                           | 648 (2013)     | –          | – Einw./km²        | 86230        | 86275      |
| Vaux-sur-Vienne                  | 599 (2013)     | –          | – Einw./km²        | 86220        | 86279      |
| Vellèches                        | 403 (2013)     | –          | – Einw./km²        | 86230        | 86280      |

## Bevölkerungsentwicklung
| 1962  | 1968  | 1975  | 1982  | 1990  | 1999  | 2006  |
| ----- | ----- | ----- | ----- | ----- | ----- | ----- |
| 4.866 | 4.574 | 4.428 | 4.809 | 4.723 | 4.946 | 5.228 |